# Filmåret 1996

## Händeler

### Februari
- 13 februari – Guldbaggengalan hålls i Blå hallen i Stockholms stadshus.[1]
- 26 februari – Filmfestivalen i Berlin hålls.[1]

### Mars
- 26 mars – Oscarsgalan 1996 hålls i Los Angeles.[1]

### Maj
- 20 maj – Filmfestivalen i Cannes avslutas.[1]

## Årets filmer

### Siffra (1,2,3...) eller specialtecken (@,$,?...)
- 06:45
- 26 Summer Street
- 101 dalmatiner

### A - G
- Aftonstjärnan
- Aladdin och rövarnas konung
- Alla säger I Love You
- L'appartement
- Att stjäla en tjuv
- Basquiat – den svarte rebellen
- Beslut utan återvändo
- Bongo Beat
- Bottle Rocket
- Broken Arrow
- Cable Guy
- The Chamber
- De 12 apornas armé
- Den engelske patienten
- Den galna professorn
- Djävulsön
- Dragonheart
- En underbar dag
- En värsting på Wall Street
- Ellinors bröllop
- Eraser
- Evita
- The Fan
- Fantomen
- Fargo
- Fenomen
- Follow Me Home
- The Frighteners
- From Dusk Till Dawn
- Före detta fruars klubb
- Gabbeh

### H - N
- Happy Gilmore
- Harry & Sonja
- I flesta laget
- I sanningens namn
- I skuggan av solen
- Independence Day
- Jerry Maguire
- Jerusalem
- Juloratoriet
- Juryn
- Jägarna
- Kalle Blomkvist – Mästerdetektiven lever farligt [2]
- Kingpin
- Klappjakten
- Kolya
- Kristin Lavransdotter
- Larry Flynt - skandalernas man
- Lilla Jönssonligan och cornflakeskuppen[3]
- Long Kiss Goodnight, The
- Lögn
- Maktspel
- Mars Attacks!
- Maximum Risk
- Monopol
- No One Would Tell
- Nu är pappa trött igen

### O - U
- Och stjärnans namn var malört
- Primal Fear
- Ransom
- The Return of Jesus, Part II
- Romeo & Julia
- The Rock
- School of Sensitivity, ungersk film
- Scream
- Sgt. Bilko
- Shine
- Star Trek: First Contact
- Stolen Hearts
- Striptease
- Stålbadet
- That Thing You Do
- Tin Cup
- Trainspotting
- Trettondagsafton
- Twister

### V - Ö
- Vinterviken
- Vredens barn
- Älskar, älskar inte
- Änka på låtsas

## Oscarspriser(i urval)
| Kategori:                  | Vinnare:                                   |
| -------------------------- | ------------------------------------------ |
| Bästa film:                | Saul Zaents (Den engelske patienten)       |
| Bästa regi:                | Anthony Minghella (Den engelske patienten) |
| Bästa manliga huvudroll:   | Geoffrey Rush (Shine)                      |
| Bästa kvinnliga huvudroll: | Frances McDormand (Fargo)                  |
| Bästa manliga biroll:      | Cuba Gooding Jr (Jerry Maguire)            |
| Bästa kvinnliga biroll:    | Juliette Binoche (Den engelske patienten)  |
| Bästa utländska film:      | Kolya (Tjeckien)                           |

För komplett lista se Oscarsgalan 1997.

## Födda
- 9 februari – Jimmy Bennett, amerikansk skådespelare.
- 14 april – Abigail Breslin, amerikansk skådespelerska.
- 25 april – Allisyn Ashley Arm, amerikansk skådespelerska.
- 28 oktober – Jasmine Jessica Anthony, amerikansk skådespelerska.

## Avlidna
- 30 januari – Tom Younger, amerikansk skådespelare, producent, och regissör, verksam i Sverige.
- 1 februari – Jan Bjelkelöv, svensk skådespelare.
- 2 februari – Gene Kelly, amerikansk skådespelare.[1]
- 20 februari – Birgit Johannesson, svensk skådespelerska.
- 24 februari – Olle Granberg, svensk skådespelare och programledare i radio.
- 2 mars – Lyle Talbot, amerikansk skådespelare.
- 9 mars – George Burns, amerikansk skådespelare.
- 13 mars
  - Lucio Fulci, italiensk filmregissör, manusförfattare, skådespelare.
  - Krzysztof Kieslowski, polsk regissör och manusförfattare.[1]
- 15 mars – Stina Sorbon, svensk sångerska och skådespelare.
- 23 mars – Margit Manstad, svensk skådespelare.
- 6 april – Greer Carson, 88, brittisk-amerikansk skådespelerska.[1]
- 28 april – Svea Holst, svensk skådespelare.
- 6 maj – Otto Scheutz, svensk skådespelare, produktionsledare, och inspicient.
- 28 juni – Albert R. Broccoli, amerikansk filmproducent.
- 1 juli – Margaux Hemingway, amerikansk fotomodell och filmskådespelerska.[1]
- 4 juli – Björn Strand, svensk skådespelare.
- 15 juli – Sten Lonnert, svensk skådespelare.
- 20 juli – Bertil Boo, "den sjungande bonden", svensk skådespelare och sångare (baryton).
- 30 juli – Claudette Colbert, amerikansk skådespelare.[1]
- 15 augusti – Lisskulla Jobs, svensk skådespelare.
- 22 augusti – Erwin Leiser, 73, tysk-svensk dokumentärfilmare.[1]
- 13 september – Tupac Shakur, amerikansk hiphopartist, skådespelare och poet.
- 22 september – Dorothy Lamour, 81, amerikansk skådespelare.[1]
- 24 september – Mark Frankel, brittisk skådespelare.
- 3 oktober – Mats Dahlbäck, svensk skådespelare.
- 9 oktober – Hans Ullberg, svensk skådespelare.
- 12 oktober – Erik Blomberg, finländsk filmregissör, skådespelare, manusförfattare och filmfotograf.
- 24 oktober – Gunnar Ekström, svensk skådespelare.
- 17 november – Carl-Olof Alm, svensk skådespelare.
- 25 november – Lennart Nyberg, svensk barn- och ungdomsskådespelare.
- 19 december
  - Lars-Erik Liedholm, svensk skådespelare, regissör, regiassistent och manusförfattare.
  - Marcello Mastroianni, 72, italiensk skådespelare.[1]
- 23 december – Inger Taube, svensk fotomodell och skådespelare.
- 30 december – Jack Nance, amerikansk skådespelare.

### Fotnoter
1. 1 2 3 4 5 6 7 8 9 10 11 12   Horisont 1996. Bertmarks
2. ↑  ”Astrid Lindgren”. http://www.astridlindgren.se/verken/filmerna/filmlista. Läst 21 mars 2011.
3. ↑  IMDB, läst 29 februari 2012